# Ciudad Púrpura Prohibida de Hue

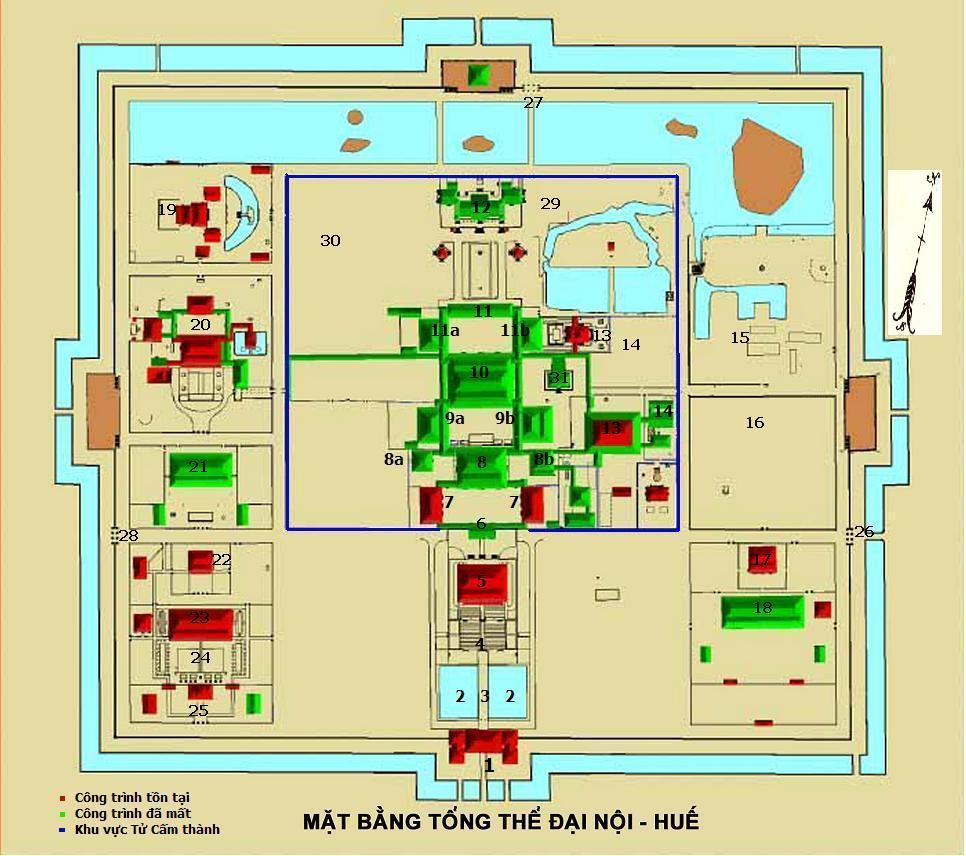
Mapa de la Ciudad Imperial: la Ciudad Púrpura Prohibida se encuentra dentro del cuadrado azul. Los edificios verdes fueron destruidos por bombas estadounidenses

La Ciudad Púrpura Prohibida (en vietnamita: Tử Cấm thành  es la parte de la Ciudad Imperial de Hue reservada para el Emperador de Annam (hoy Vietnam) que vivía allí. Además del emperador, solo podían ingresar en ella los miembros de la familia imperial, las concubinas y sus doncellas y eunucos. Cualquier otra persona que accediera era  asesinada de inmediato. 
En la Guerra de Vietnam, durante la ofensiva del Têt en 1968, la mayoría de los edificios de la Ciudad Púrpura Prohibida fueron bombardeados y destruidos por el ejército estadounidense. Quedan menos de diez de los que existían antes de los años sesenta.

## Historia y descripción
Esta parte de la Ciudad Imperial cubre un área de 10 hectáreas. Su perímetro es de 1229,36 m. La ciudad está rodeada por muros de 3,72 m altura y 0,72 m de grosor, y están perforados con siete aberturas. Sus edificios y numerosos patios fueron construidos a partir de 1802, bajo el reinado del emperador Gia Long, hasta 1833, bajo el reinado de su hijo, el emperador Minh Mang. La entrada principal, Dai Cung, fue construida en 1833. 
La puerta de entrada a la Ciudad Púrpura Prohibida da al eje principal norte-sur de la Ciudad Imperial, detrás de la fachada norte del Palacio de la Armonía Suprema, donde se mostraba el emperador en la sala del trono. 
El emperador Minh Mang cambió el nombre del lugar a Ciudad Púrpura Imperial en 1822. También construyó el teatro real en 1825. Hoy, este teatro alberga espectáculos tradicionales vietnamitas, como actuaciones de nha nhac, música de la corte con instrumentos de viento y cuerda acompañados de tambores. 

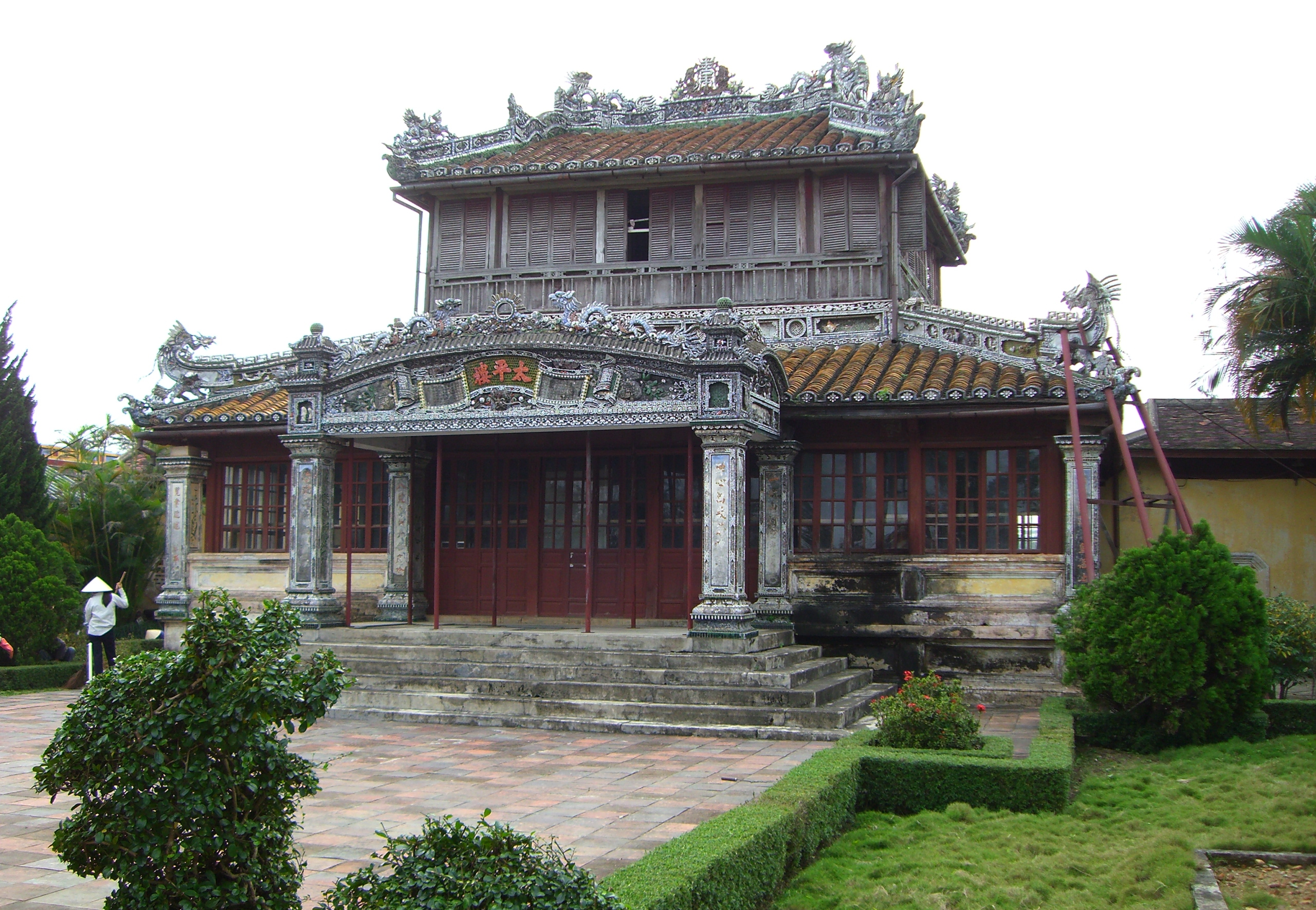
Vista de la biblioteca real

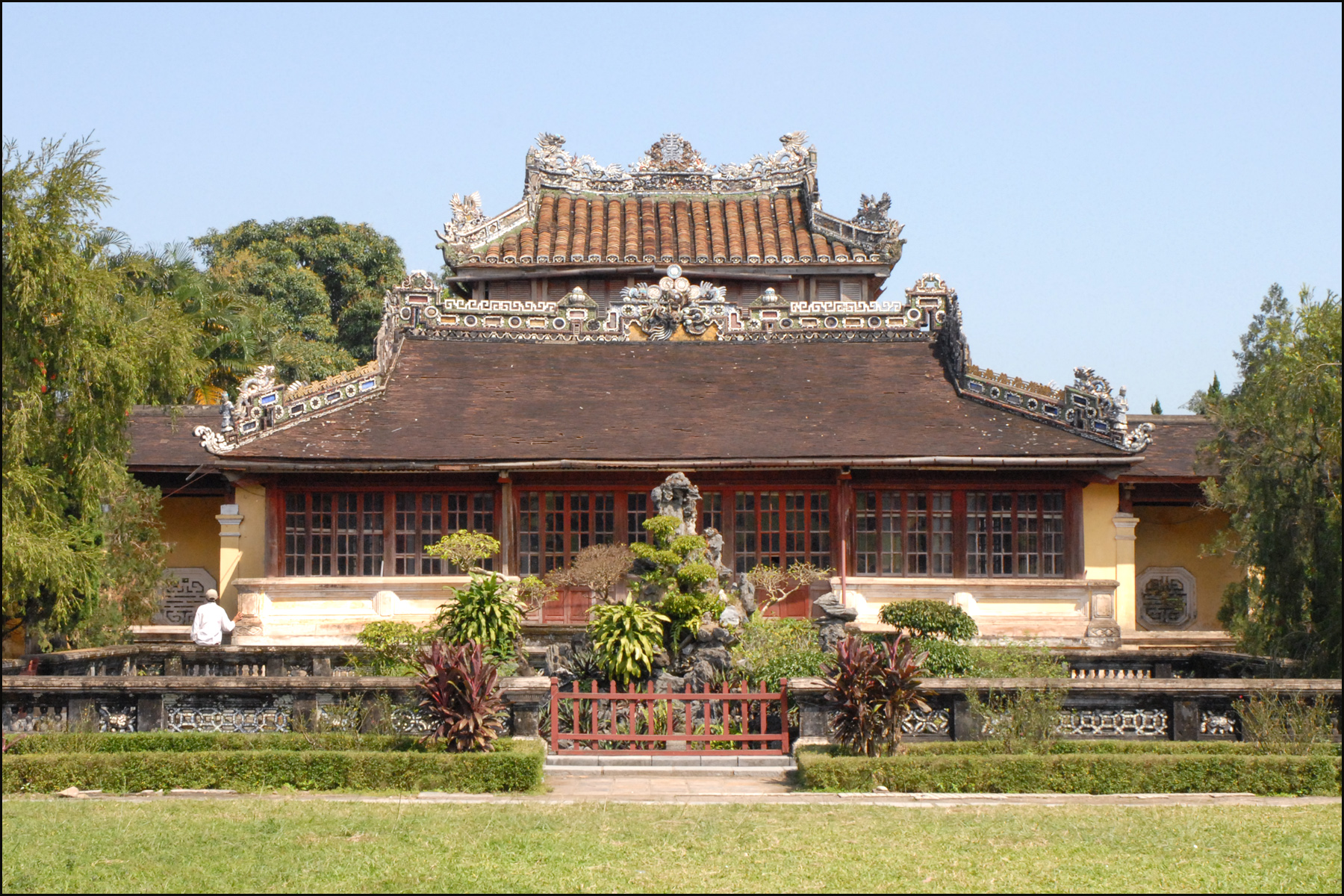
Fachada posterior de la biblioteca real.

La biblioteca real (Thái Bình Lâu) fue construida en 1887 por el emperador (en la época de la Indochina francesa, las autoridades coloniales reconocieron solo el título de rey a los soberanos de la dinastía Nguyen ) Dong Khanh en el emplazamiento de un pabellón de lectura construido por Minh Mang en 1821. Está precedido por un pórtico y los laterales de su tejado están decorados con dragones. Delante de la biblioteca hay un jardín de rocas. Los visitantes también pueden admirar un pabellón mandarín cerca de la puerta principal, el único pabellón sobreviviente de este patio. 
El conjunto de edificios que formaban la ciudad incluía palacios, templos, pabellones, jardines, estanques, etc. que servían para las actividades del rey, la primera dama, las segundas esposas del rey, odaliscas, eunucos, mandarinas, sirvientas, guardias, médicos y cocineros, reflejo de la vida que se desarrollaba dentro del recinto. 
Aparte de algunos edificios menores, ya no quedan —aparte de los ya mencionados—  palacios ni pabellones de la Ciudad Púrpura Prohibida, como el imponente Palacio Khai Dinh (también conocido como Palacio Kiến Trung)nota 1 en el extremo norte, el Palacio de la Reina Madre (Palacio de la Longevidad, construido por Gia Long) con sus numerosos pabellones, el gineceo, el palacio Quan Chảnh (que servía como lugar de trabajo para el emperador,nota 2  destruido por el Viet Minh en 1947) y varios palacios y templos, etc. La ausencia casi completa de archivos fotográficos hace imposible la reconstrucción, a excepción de algunos elementos arquitectónicos recientemente hechos para turistas.

## Bibliografía

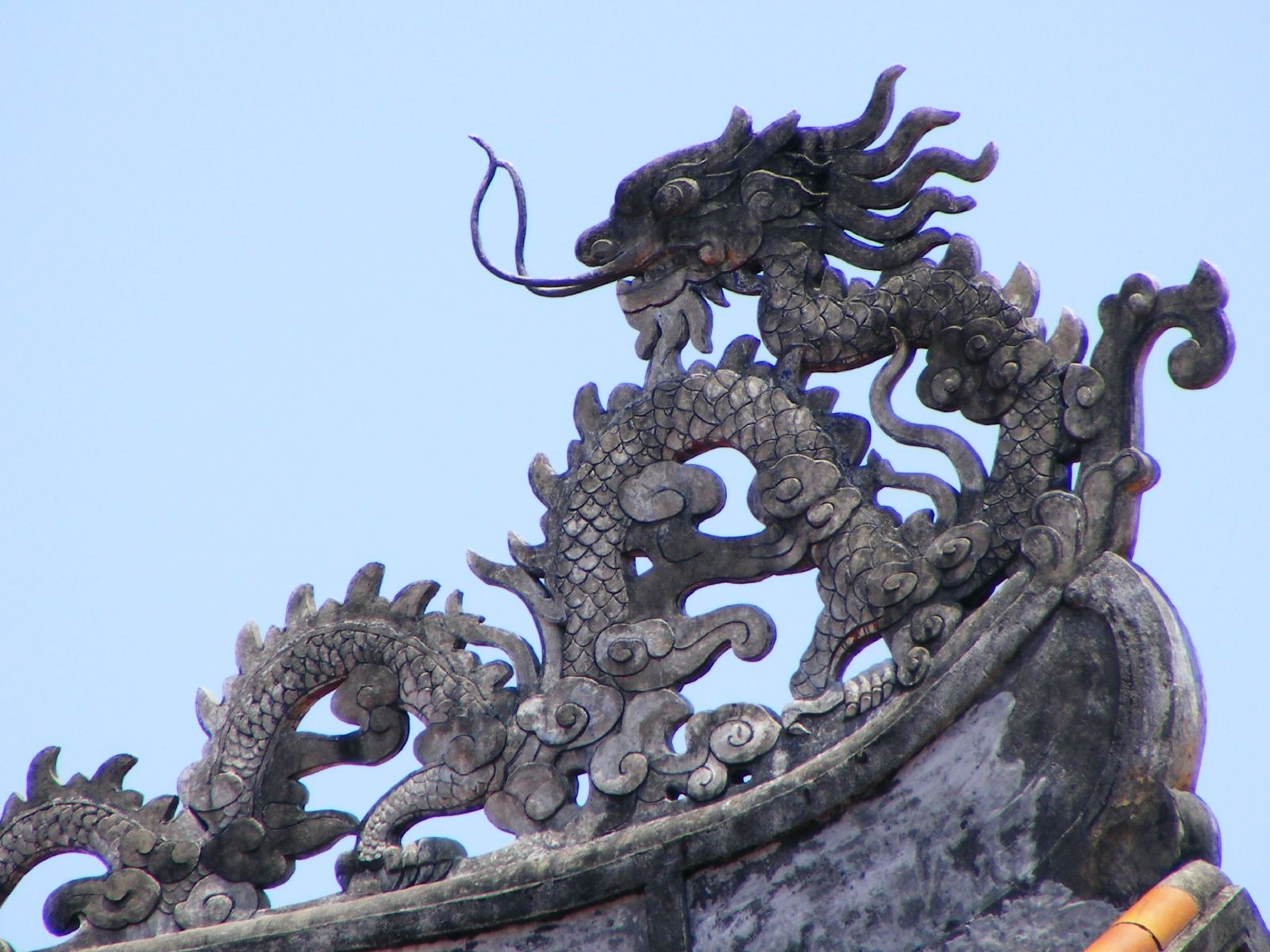
Detalle de un dragón desde el techo.